# Budynek Dyrekcji Kopalń Księcia Pszczyńskiego
Budynek Dyrekcji Kopalń Księcia Pszczyńskiego – budynek biurowy w Katowicach, położony przy ulicy Powstańców 30, w dzielnicy Śródmieście. 
Wzniesiony został w latach 1913–1914 na potrzeby Dyrekcji Kopalń Księcia Pszczyńskiego w stylu wczesnego modernizmu i neoklasycyzmu według projektu Gustava Oelsnera. Od 2016 jest on siedzibą Polskiej Grupy Górniczej, a od 2024 Ministerstwa Przemysłu. 

## Historia

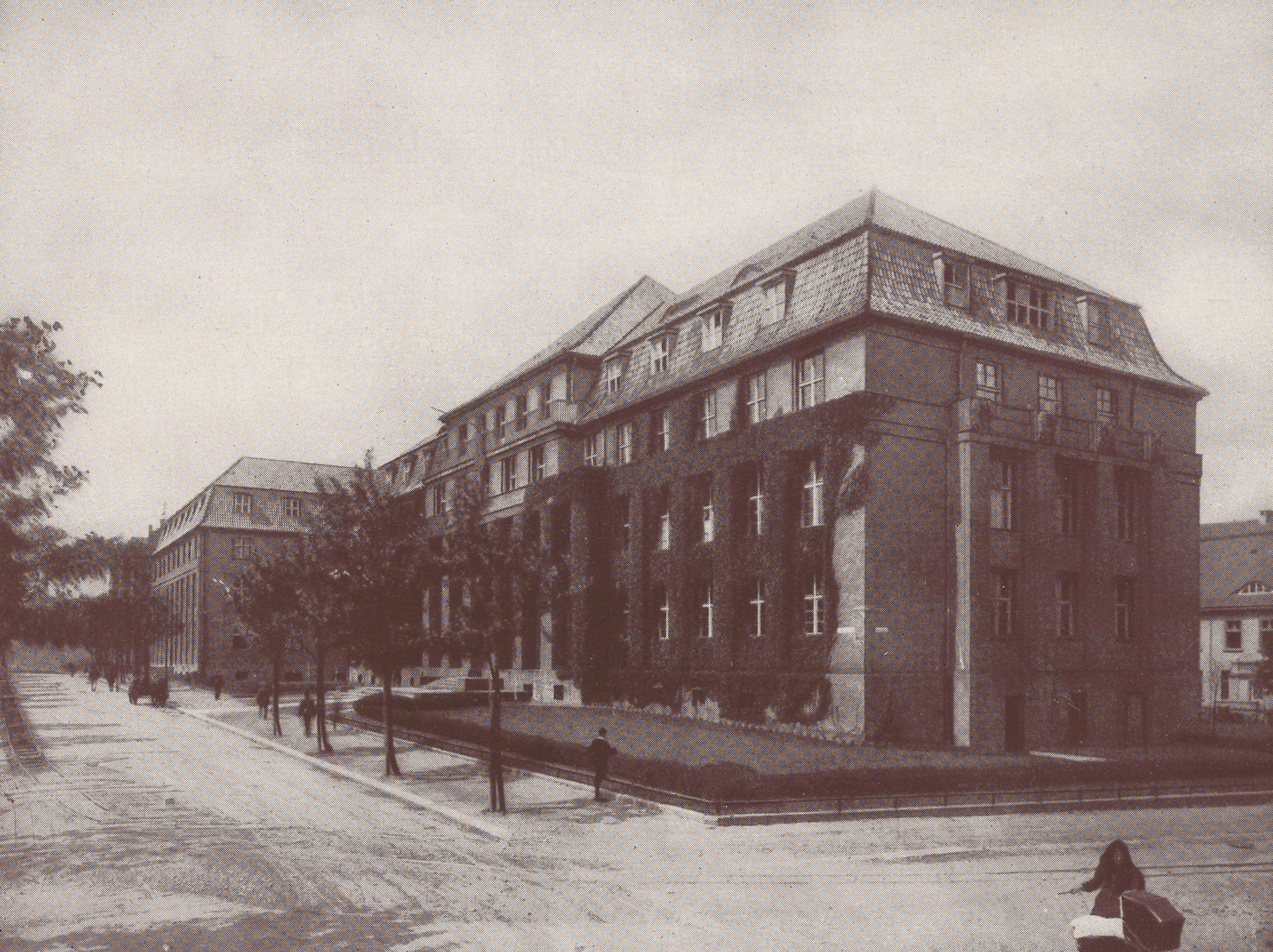
Budynek dyrekcji w 1929 roku

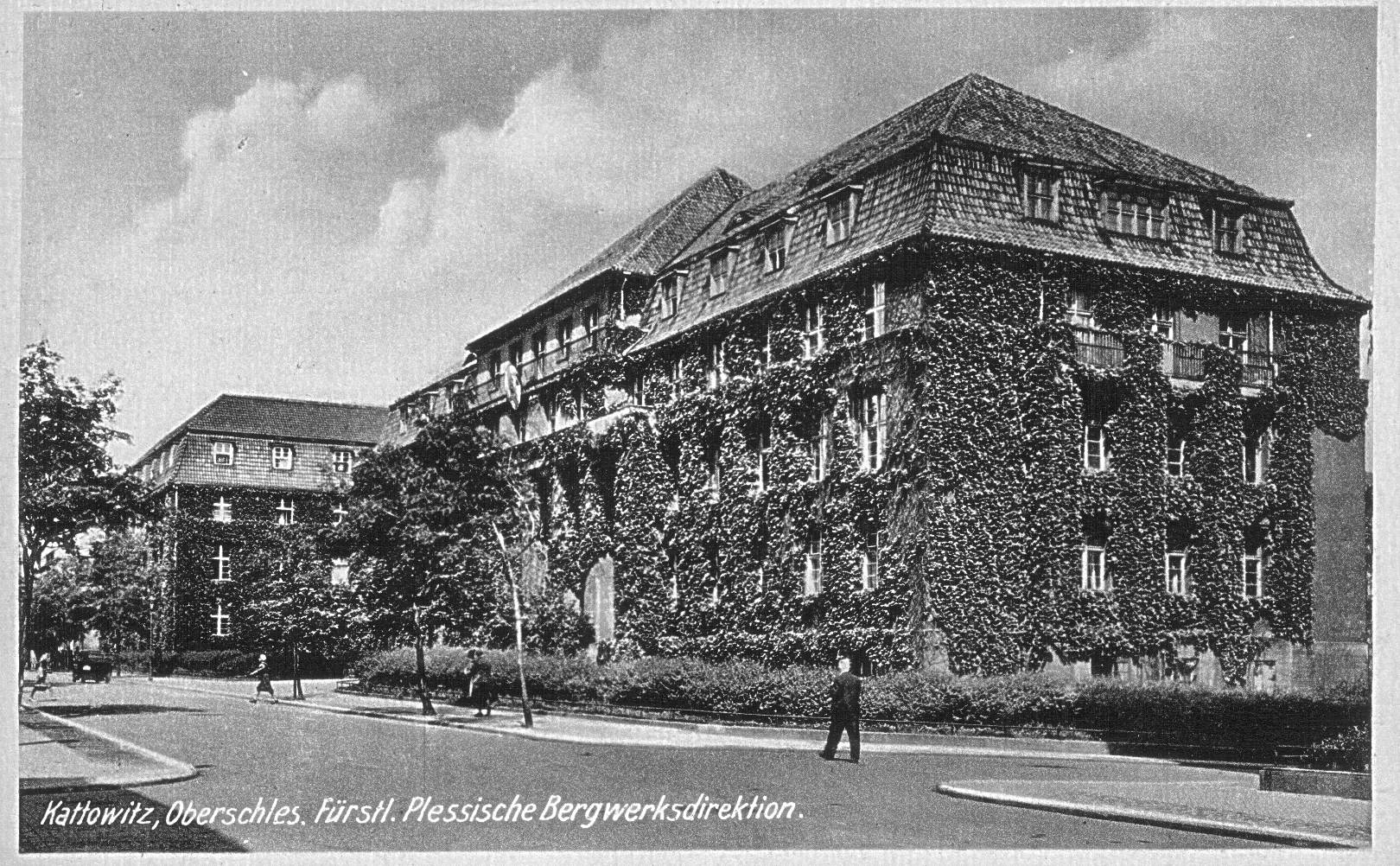
Budynek dyrekcji na pocztówce z czasów II wojny światowej

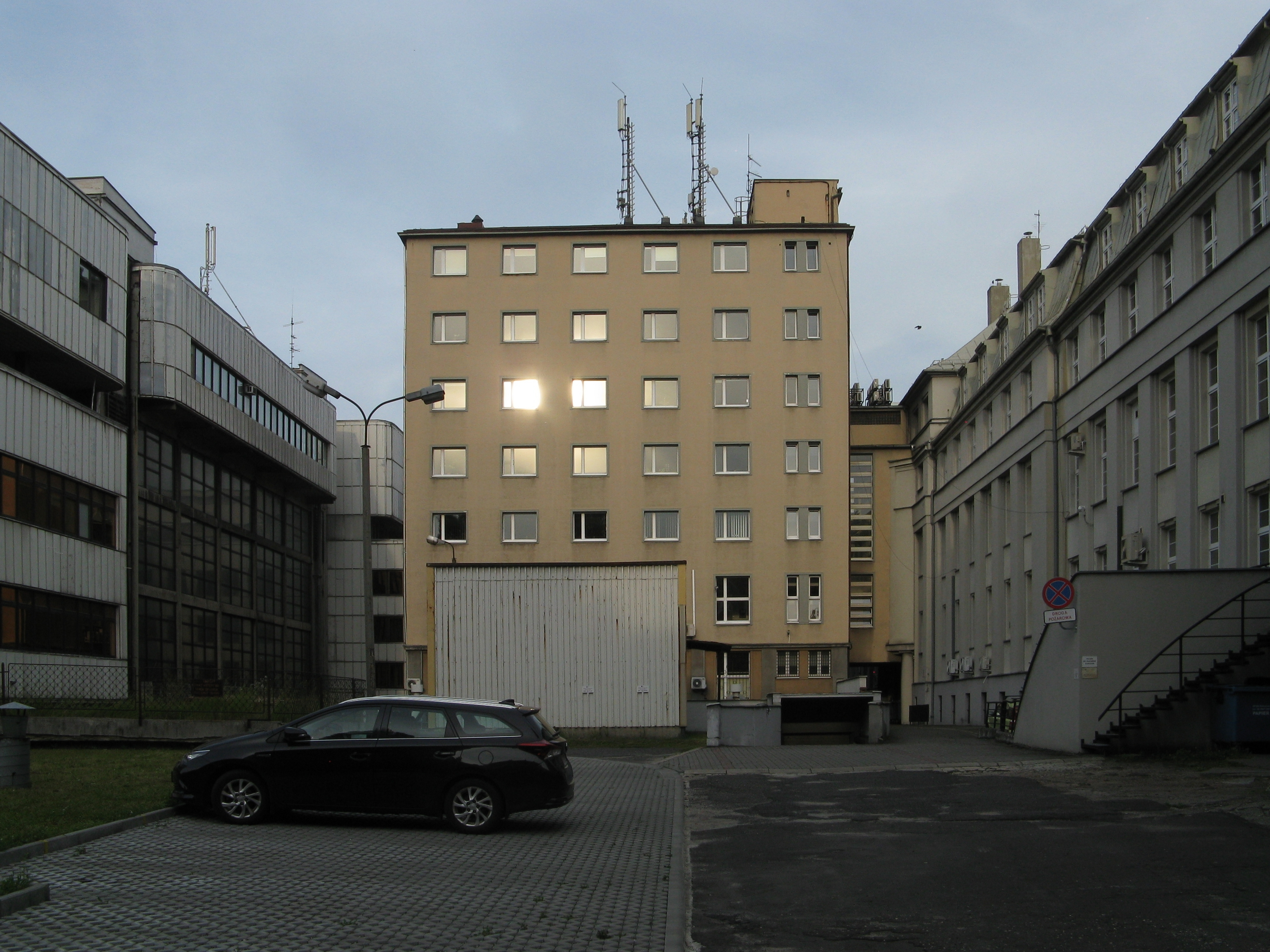
Biurowiec z lat 60. XX wieku

Gmach powstał na krótko przed wybuchem I wojny światowej, w latach 1913–1914 (bądź w latach 1910–1912) jako siedziba Dyrekcji Kopalń Księcia Pszczyńskiego (niem. Bergwerksdirektion des Fürsten von Pless), którą przeniesiono z Mikołowa na polecenie księcia Jana Henryka XV Hochberga. O tej decyzji zdecydowała rosnąca pozycja miasta Katowice jako ośrodka decyzyjnego górnośląskiej gospodarki pomimo faktu, iż wszystkie kopalnie węgla kamiennego księcia pszczyńskiego znajdowały się poza ówczesnymi granicami Katowic. Sama natomiast dyrekcja powstała w połowie XIX wieku, kiedy to Hochbergowie zdecydowali o podziale zarządu wszystkich swoich dóbr książęcych pomiędzy kilka oddzielnych dyrekcji. 
Projekt gmachu dla dyrekcji został wykonany na początku 1913 roku przez Gustava Oelsnera – wówczas miejskiego radcę budowlanego w Katowicach. Gmach powstał na działce przy ówczesnej Bernhardstrasse 46 (późniejsza ulica Powstańców 30).
Po I wojnie światowej i przyłączeniu części Górnego Śląska do Polski gmach nadal pełnił swoją pierwotną funkcję, a rozrost administracji spowodował konieczność powiększenia budynku. W latach 1922–1923 wybudowano nowe, zachodnie skrzydło gmachu (ulica Powstańców 28) w stylu nawiązującym do głównej części. W latach 1925 i 1929 część wnętrz przebudowano, a w 1938 roku zamontowano w budynku windę produkcji Maxa Gerarda z Bielska. 
Książę Jan Henryk XV Hochberg zrzekł się części swojego majątku, a w 1938 roku w miejsce zlikwidowanych dyrekcji utworzono nowe spółki, w tym spółkę akcyjną Książęce Pszczyńskie Kopalnie, która miała swoją siedzibę w dotychczasowym gmachu.
Po II wojnie światowej, w latach 1949–1950 gmach był siedzibą Ministerstwa Górnictwa i Energetyki, do 1955 roku Ministerstwa Górnictwa, w latach 1955–1957 Ministerstwa Górnictwa Węglowego, w latach 1957–1976 Ministerstwa Górnictwa i Energetyki, w latach 1976–1981 Ministerstwa Górnictwa, a w latach 1981–1987 Ministerstwa Górnictwa i Energetyki. 
W latach 60. XX wieku od strony północnej dobudowano nową część biurową liczącą 7 kondygnacji, którą połączoną przewiązką z budynkiem dyrekcji na wysokości półokrągłego ryzalitu. Wzniesiono ją na potrzeby administracji ministerstwa.
W latach 90. XX wieku w gmachu działał zarząd Państwowej Agencji Węgla Kamiennego, która nie potrzebowała już tylu pomieszczeń, dlatego też część z nich w skrzydle zachodnim przerobiono na potrzeby oddziału Banku Śląskiego, a po nim siedzibę miał tutaj Wydział Ochrony Środowiska Urzędu Marszałkowskiego Województwa Śląskiego. W 1999 roku gmach dyrekcji przeszedł modernizację. 
W 2003 roku powstała Kompania Węglowa, która swoją siedzibę ulokowała w gmachu dawnej Dyrekcji Kopalń Księstwa Pszczyńskiego. W drugiej połowie 2015 roku pojawił się pomysł przejęcia siedziby Kompanii Węglowej na rzecz Komendy Miejskiej Policji w Katowicach. Od 2016 roku ma tu siedzibę Polska Grupa Górnicza, a od 1 marca 2024 roku Ministerstwo Przemysłu.

## Charakterystyka

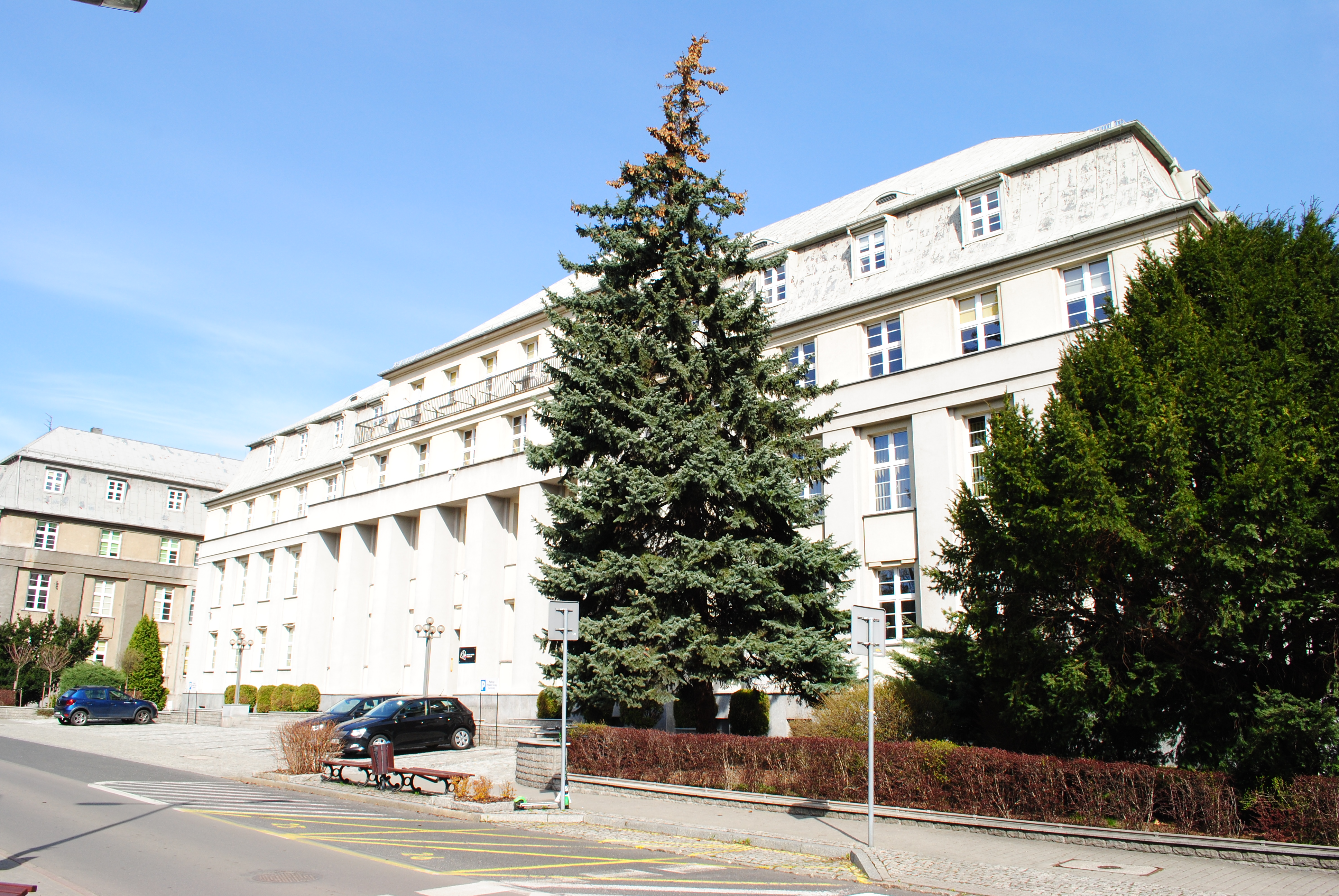
Gmach dyrekcji od strony południowo-wschodniej (2021)

Gmach Dyrekcji Kopalń Księcia Pszczyńskiego to budynek biurowy, położony przy ulicy Powstańców 30 (róg z ulicą J. Lompy) w Katowicach, na terenie dzielnicy Śródmieście. Jest on siedzibą Polskiej Grupy Górniczej, a ponadto działają tutaj m.in. Fundacja Rodzin Górniczych i związki zawodowe. OD 2024 siedzibę w budynku ma Ministerstwo Przemysłu.
Jest to obiekt murowany z cegły, tynkowany i zwieńczony dachem mansardowym. Powierzchnia zabudowy budynku wynosi 1 496 m². Liczy 4 kondygnacje nadziemne i 1 podziemną.
Architektonicznie gmach reprezentuje styl wczesnego modernizmu i neoklasycyzmu. Posiada on monumentalną fasadę akcentowaną ośmioma masywnymi filarami o wysokości dwóch kondygnacji, na których oparto obszerny taras podtrzymujący pięcioosiowy, dwukondygnacyjny ryzalit z balkonem na ostatnim piętrze. Elewacja wschodnia gmachu posiada podobne założenia co frontowa – posiada filary podpierające taras na trzeciej kondygnacji. Poza tym gmach wzbogacony jest w takie detale architektoniczne jak m.in.: lizeny, zredukowane belkowanie czy płaskorzeźby.
Wewnątrz gmachu zaplanowano szerokie korytarze, a także spiralną klatkę schodową.
Budynek wpisany jest do gminnej ewidencji zabytków miasta Katowice. Gmach dodatkowo jest objęty strefą ochrony konserwatorskiej ustanowionej na mocy przepisów miejscowego planu zagospodarowania przestrzennego.